# Armin Gigović
Armin Gigović (Lund, 6 de abril de 2002) es un futbolista sueco que juega en la demarcación de centrocampista para el B. S. C. Young Boys de la Superliga de Suiza.

## Selección nacional
Tras jugar en las categorías inferiores de la selección, finalmente hizo su debut con la selección de fútbol de Suecia en un partido amistoso contra Islandia que finalizó con un resultado de 2-1 a favor del combinado sueco tras el gol de Sveinn Aron Guðjohnsen para Islandia, y de Elias Andersson y Jacob Ondrejka para Suecia.

## Clubes
| Club                       | País      | Año       | Partidos | Goles |
| -------------------------- | --------- | --------- | -------- | ----- |
| Helsingborgs IF            | Suecia    | 2018-2020 | 35       | 1     |
| F. C. Rostov               | Rusia     | 2021      | 30       | 1     |
| Helsingborgs IF (cedido)   | Suecia    | 2021-2022 | 16       | 2     |
| Odense Boldklub (cedido)   | Dinamarca | 2022      | 10       | 1     |
| F. C. Midtjylland (cedido) | Dinamarca | 2023-2024 | 53       | 1     |
| Holstein Kiel              | Alemania  | 2024-2025 | 33       | 6     |
| B. S. C. Young Boys        | Suiza     | 2025-     |          |       |

## Palmarés

### Títulos nacionales
| Título                 | Club              | País      | Año  |
| ---------------------- | ----------------- | --------- | ---- |
| Superliga de Dinamarca | F. C. Midtjylland | Dinamarca | 2024 |